# 广州市第一人民医院
广州市第一人民医院（簡稱市一醫院；同时挂牌广州医科大学附属市一人民医院、华南理工大学附属第二医院、广州消化疾病中心）是中国广州市的三级甲等医院。

## 历史
市一医院源于清光绪二十五年（1899年）创立的城西方便所。

### 方便医院
广州方便医院的前身是由商人陈惠普等人发起自筹资金在清光绪二十五年（1899年）夏天所创立的“城西方便所”，光绪二十七年（1901年）更名为“城西方便医院”，中华民国三十七年（1948年）改称“广州方便医院”。中华人民共和国建政後，1950年被中共当局接管。
不过，根据新加坡《新国民日报》1926年9月18日的报道，当时新加坡的商会和慈善家正在筹办筹款活动，号召南洋华侨援助面对经济困境的广州方便医院。因此，广州方便医院于1926年已经存在，而实际存在的年份，应该更早。

### 市立医院
广州市市立医院的前身是由广东巡警道在光绪三十七年（1907年）12月创立的“广东巡警医院”。民国二年（1913年）改名为“警察医院”。民国四年（1915年）改名为“广东医院”（隶属省署）。民国九年（1920年）9月划归广州市卫生局管辖。民国十年（1921年）4月改名为“广州市市立医院”，并划归市政厅管辖。1938年至1945年广州沦陷期间被关闭，抗日战争完结后医院被國民革命軍陸軍新編第一軍三十八师野战医院驻扎。民国三十四年（1945年）10月收回复办市立医院，1949年10月被中共当局接管。

### 市一医院
1952年12月31日，当局把广州方便医院和广州市市立医院合并组成“广州市人民医院”。1954年2月1日更名为“广州市第一人民医院”。
1993年，被卫生部评定为三级甲等医院，为广州市首批三甲医院。1997年，成为广州医学院（现广州医科大学）的非直属附属医院，挂牌广州医科大学附属市一人民医院。
2014年，加挂“广州消化疾病中心”牌子。2017年，成为华南理工大学直属附属医院，挂牌华南理工大学附属第二医院。

## 院址
- 院本部：越秀区六榕街道盘福路1号
- 鹤洞分院：荔湾区冲口街道花地大道南30-32号
- 南沙医院（广州市南沙中心医院）：广东省广州市南沙区南沙街道丰泽东路105号